# Родріго Піньйо
Родріго Піньйо (порт. Rodrigo Pinho, нар. 30 травня 1991, Генштедт-Ульцбург) — бразильський футболіст, нападник клубу «Корітіба».

## Клубна кар'єра
Народився в німецькому місті Генштедт-Ульцбург, оскільки його батько, Нандо, що був футболістом, виступав за «Гамбург». Незабаром Родріго повернувся до Бразилії, де і займався футболом в академії клубу «Бангу». 2011 року дебютував в основній команді того ж клубу в матчі на Кубок Ріо, але отримав серйозну травму коліна, через яку не грав протягом шести місяців. У 2013 році він був відданий в оренду в «Кабофріенсе» до кінця року, але був відкликаний у вересні.
Зігравши на початку 2014 десять матчів за «Бангу» в Лізі Каріока, 30 квітня 2014 року Пінья був відданий в оренду в «Мадурейру» до грудня. До того моменту Родріго зіграв 13 матчів і забив 5 голів у Серії С. У грудні, він вирішив не продовжувати свій контракт з рідним клубом і підписав повноцінний контракт з «Мадурейрою» в наступному місяці.
4 червня 2015 року, у статусі другого бомбардиру Ліги Каріока 2015 (9 голів у 15 матчах), Пінью підписав чотирирічний контракт з португальською «Брагою». Він дебютував за клуб 16 серпня в домашньому матчі проти «Насьйонала» (2:1). Зігравши до кінця року лише у трьох матчах чемпіонату, на початку 2016 року він був відданий в оренду в «Насьйонал», де і грав до кінця сезону. У сезоні 2016/17 Пінью знову грав за Брагу, але зіграв лише у десяти матчах чемпіонату і забив один гол.
29 червня 2017 року Родріго Пінью підписав контракт на чотири роки з «Марітіму». 
Влітку 2021 року, по завершенні контракту з «Марітіму», приєднався до лав лісабонської «Бенфіки» на умовах п'ятирічної угоди.